# Quesnelia imbricata
Quesnelia imbricata är en gräsväxtart som beskrevs av Lyman Bradford Smith. Quesnelia imbricata ingår i släktet Quesnelia och familjen Bromeliaceae. Inga underarter finns listade i Catalogue of Life.